# Edson Stroll
Edson Stroll est un acteur américain né le 6 janvier 1930 à Chicago, Illinois (États-Unis) et mort le 18 juillet 2011 à Marina Del Rey, Californie.

## Biographie
Après une carrière de culturiste au début des années 1950 il devient acteur de séries télévisées en 1958 How to marry a millionnaire (NTA Network), Sea hunt, The Twilight zone (CBS).

## Filmographie
- 1959 : Congressional Investigator (série TV)
- 1959 : Le Bagarreur solitaire (The Wild and the Innocent), de Jack Sher : Henchman
- 1960 : Café Europa en uniforme (G.I. Blues) : Sgt 'Dynamite' Bixby
- 1961 : Snow White and the Three Stooges : Prince Charming
- 1961 : Marines, Let's Go : Bit role
- 1962 : The Three Stooges in Orbit : Captain Tom Andrews
- 1962 : Sur le pont, la marine ! ("McHale's Navy") (série TV) : Virgil Edwards (1962-1966)
- 1964 : La Flotte se mouille (McHale's Navy) : Gunner's Mate Virgil Edwards
- 1965 : McHale's Navy Joins the Air Force : Gunner's Mate Virgil Edwards
- 1982 : Rosie: The Rosemary Clooney Story (TV) : Arthur Park